# سد امیرکبیر
سد امیرکبیر که سد کرج هم نامیده می‌شود، بر رودخانه کرج در ۲۵ کیلومتری شمال شهر کرج و کنار جادهٔ چالوس احداث شده و اولین سد چندمنظورهٔ ایران است. این سد یکی از منابع تأمین آب شهر تهران و دریاچهٔ آن از مراکز طبیعی مهم پرورش ماهی‌های قزل‌آلای رنگین‌کمان و قزل‌آلای خال‌قرمز و ماهی سفید و ماهی سیاه است. انباشته شدن آب رودخانه کرج در پشت سد امیرکبیر علاوه بر کارایی در تولید انرژی برقابی و تأمین بخشی از آب آشامیدنی شهر تهران، دریاچه ای پدیدآورده که موجب استفاده‌های گردشگری و تفریحی و ورزشی از سد کرج شده و از بهترین استراحتگاه‌ها و جاذبه‌های طبیعی کرج است.
سد امیرکبیر (کرج) در تابستان ۱۴۰۴، دچار افت شدید ذخیرهٔ آب شد و در میان پنج سد اصلی تهران، دچار یک وضعیت بحرانی شدید شد.  در همان سال، این سد به پایین‌ترین سطح ذخیرهٔ تاریخی خود رسید.

## پیشینه
مطالعات احداث سد کرج و تدوین طرح ان را شرکت مترو پلیتن و چند شرکت دیگر آمریکایی انجام دادند که بعد به مولیسن کنودسن (Morrison–Knudsen) داده شد. بنا بود این سد هفتادهزار کیلووات برق تولید کند و بانک صادرات و واردات هم حاضر شده بود برای رسیدن به چنین ظرفیتی وام بدهد. اما پس از آن‌که پنجاه‌هزار وات از برق مصرفی تهران با خرید یک نیروگاه تأمین شد، اهمیت نیروگاه برقابی سد کرج کاهش یافت.

## رویدادهای مهم
- از رویدادهای مهم سد کرج می‌توان به پایان غم‌انگیز زندگی آلبرت لاموریس کارگردان فیلم مستند «باد صبا» اشاره کرد که در جریان فیلم‌برداری صحنه‌های پایانی فیلم بر فراز مجموعهٔ سد کرج، بر اثر سانحه‌ای برای بالگرد گروه وی رخ داد. لاموریس، فیلم‌بردار او تابری، خلبان و کمک خلبان بالگرد در دریاچهٔ سد کرج غرق شدند. پس از خارج کردن لاشهٔ بالگرد از دریاچه، مدارکی را که به دست آوردند به دستیار لاموریس، دنیس کازابیانکا و پسرش کلود لاموریس دادند.[۵]
- هتل واریان: این هتل که از مکان‌های گردشگری کشور بود که به دلیل جلوگیری از آلودگی آب سد امیرکبیر کرج، چند سال پیش تخریب شد.[۶]
- در سال‌های گذشته پیرامون این سد گشایشات تمرینی ارتش و اردوگاه‌های نظامی بود که همزمان با تخریب هتل واریان، آن گشایشات نیز تخریب شد.[۷]

هم چنین روستایی به نام رزکان که روستای بسیار خوش آب و هوایی بوده به زیر آب رفت و در عوض اهالی آن روستا به منطقه ای دیگر که در اطراف کرج قرار دارد منتقل شدند که امروز آن محل رزکان نو نام دارد.
علاوه بر رزکان دو روستای واریان و کوشک بالا نیز به زیر آب رفتند.

## جغرافیا
- سد کرج در دره کرج چالوس در البرز مرکزی واقع شده است.
- بلندترین نقطه در مجاورت سد ۲۲۸۴ متر ارتفاع دارد.
- نزدیکترین شهر بزرگ در اطراف سد، کرج است که در ۱۶٫۴ کیلومتری جنوب غربی واقع سد است.
- دریاچه این سد، ۱٫۱ کیلومتر از شمال به جنوب و ۰٫۷ کیلومتر از شرق به غرب را پوشش می‌دهد.[۸]
- پوشش گیاهی اطراف سد امیرکبیر غالباً از علفزار تشکیل شده است.
- آب و هوای محدوده سد سرد و خشک است. میانگین دما در محدوده سد ۱۰ درجه سانتیگراد است، بیشینه دما در این محدوده ۲۶ درجه و کمینه دما که در دی ماه ثبت شده است ۸ - درجه سانتیگراد است.[۹][۱۰][۱۱][۸][۱۲][۱۳][۱۴]

| ژ                                                   | ف        | م        | آ        | م       | ژ       | ژ       | آ       | س       | اُ       | ن        | د        |
| ۴۴ ۴− ۱۳−                                           | ۴۸ ۱ ۱۱− | ۵۲ ۱۱ ۶− | ۴۸ ۱۷ ۱− | ۲۵ ۲۶ ۵ | ۷ ۳۴ ۱۲ | ۶ ۳۷ ۱۵ | ۳ ۳۷ ۱۵ | ۴ ۳۲ ۱۳ | ۲۶ ۲۳ ۴ | ۴۵ ۱۱ ۴− | ۴۰ ۱ ۱۰− |
| میانگین بالاترین و پایین‌ترین دما به مقیاس سانتیگراد |          |          |          |         |         |         |         |         |         |          |          |
| بارندگی به مقیاس میلی‌متر                            |          |          |          |         |         |         |         |         |         |          |          |
| منبع:                                               |          |          |          |         |         |         |         |         |         |          |          |

| مقیاس فارنهایت و اینچ                              | مقیاس فارنهایت و اینچ | مقیاس فارنهایت و اینچ | مقیاس فارنهایت و اینچ | مقیاس فارنهایت و اینچ | مقیاس فارنهایت و اینچ | مقیاس فارنهایت و اینچ | مقیاس فارنهایت و اینچ | مقیاس فارنهایت و اینچ | مقیاس فارنهایت و اینچ | مقیاس فارنهایت و اینچ | مقیاس فارنهایت و اینچ |
| -------------------------------------------------- | --------------------- | --------------------- | --------------------- | --------------------- | --------------------- | --------------------- | --------------------- | --------------------- | --------------------- | --------------------- | --------------------- |
| ژ                                                  | ف                     | م                     | آ                     | م                     | ژ                     | ژ                     | آ                     | س                     | اُ                     | ن                     | د                     |
| ۱٫۷ ۲۵۹                                            | ۱٫۹ ۳۴۱۲              | ۲ ۵۲۲۱                | ۱٫۹ ۶۳۳۰              | ۱ ۷۹۴۱                | ۰٫۳ ۹۳۵۴              | ۰٫۲ ۹۹۵۹              | ۰٫۱ ۹۹۵۹              | ۰٫۲ ۹۰۵۵              | ۱ ۷۳۳۹                | ۱٫۸ ۵۲۲۵              | ۱٫۶ ۳۴۱۴              |
| میانگین بالاترین و پایین‌ترین دما به مقیاس فارنهایت |                       |                       |                       |                       |                       |                       |                       |                       |                       |                       |                       |
| بارندگی به مقیاس اینچ                              |                       |                       |                       |                       |                       |                       |                       |                       |                       |                       |                       |

| ژ                                                   | ف        | م        | آ        | م       | ژ       | ژ       | آ       | س       | اُ       | ن        | د        |
| ۴۴ ۴− ۱۳−                                           | ۴۸ ۱ ۱۱− | ۵۲ ۱۱ ۶− | ۴۸ ۱۷ ۱− | ۲۵ ۲۶ ۵ | ۷ ۳۴ ۱۲ | ۶ ۳۷ ۱۵ | ۳ ۳۷ ۱۵ | ۴ ۳۲ ۱۳ | ۲۶ ۲۳ ۴ | ۴۵ ۱۱ ۴− | ۴۰ ۱ ۱۰− |
| میانگین بالاترین و پایین‌ترین دما به مقیاس سانتیگراد |          |          |          |         |         |         |         |         |         |          |          |
| بارندگی به مقیاس میلی‌متر                            |          |          |          |         |         |         |         |         |         |          |          |
| منبع:                                               |          |          |          |         |         |         |         |         |         |          |          |

| مقیاس فارنهایت و اینچ                              | مقیاس فارنهایت و اینچ | مقیاس فارنهایت و اینچ | مقیاس فارنهایت و اینچ | مقیاس فارنهایت و اینچ | مقیاس فارنهایت و اینچ | مقیاس فارنهایت و اینچ | مقیاس فارنهایت و اینچ | مقیاس فارنهایت و اینچ | مقیاس فارنهایت و اینچ | مقیاس فارنهایت و اینچ | مقیاس فارنهایت و اینچ |
| -------------------------------------------------- | --------------------- | --------------------- | --------------------- | --------------------- | --------------------- | --------------------- | --------------------- | --------------------- | --------------------- | --------------------- | --------------------- |
| ژ                                                  | ف                     | م                     | آ                     | م                     | ژ                     | ژ                     | آ                     | س                     | اُ                     | ن                     | د                     |
| ۱٫۷ ۲۵۹                                            | ۱٫۹ ۳۴۱۲              | ۲ ۵۲۲۱                | ۱٫۹ ۶۳۳۰              | ۱ ۷۹۴۱                | ۰٫۳ ۹۳۵۴              | ۰٫۲ ۹۹۵۹              | ۰٫۱ ۹۹۵۹              | ۰٫۲ ۹۰۵۵              | ۱ ۷۳۳۹                | ۱٫۸ ۵۲۲۵              | ۱٫۶ ۳۴۱۴              |
| میانگین بالاترین و پایین‌ترین دما به مقیاس فارنهایت |                       |                       |                       |                       |                       |                       |                       |                       |                       |                       |                       |
| بارندگی به مقیاس اینچ                              |                       |                       |                       |                       |                       |                       |                       |                       |                       |                       |                       |

## جاذبه‌های گردشگری
- امکانات ورزش‌های آبی از جمله قایق‌سواری، اسکی روی آب، ماهیگیری[۱۵]
- دهکده واریان: پس از پی ریزی سد امیرکبیر، تنها راه ارتباطی به ده واریان گذر با قایق از دریاچه سد کرج است. هوای این منطقه در تابستان ملایم و معتدل و در زمستان بسیار سرد است.[۱۵]

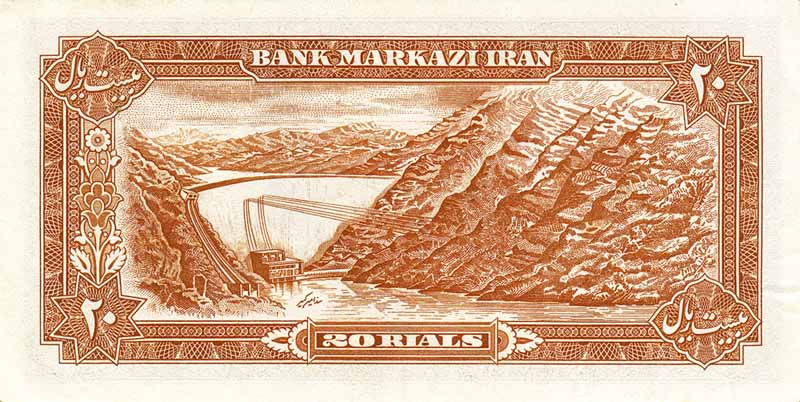
سد امیرکبیر پشت اسکناس بیست ریالی
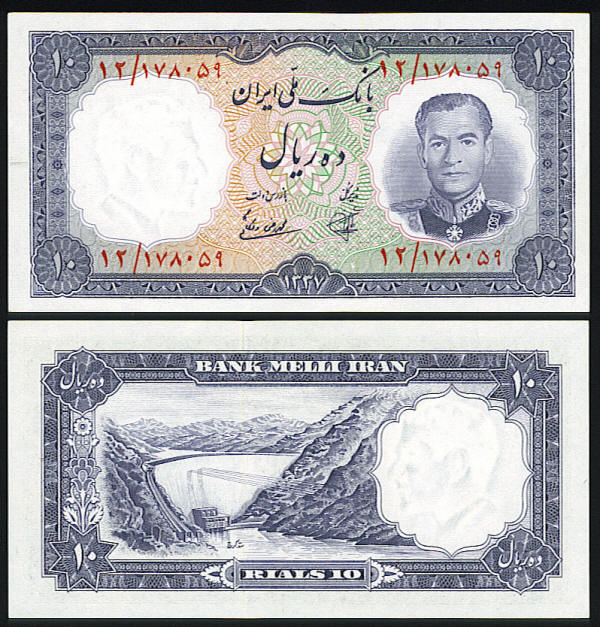
پشت اسکناس ده ریالی

## اهداف
سد امیرکبیر یک سد چند منظوره است. از این اهداف می‌توان به تأمین آب لوله‌کشی شهرتهران و گسترش کشاورزی و آبرسانی به ۵۰ هزار هکتار زمین‌های کشاورزی کرج نام برد. نیروگاه برق آبی این سد نیز با بیش از چهل و شش سال فعالیت به شبکه برق کشور متصل و توانایی تولید ۹۰ مگاوات برق را داراست.
دریاچه پشت سد نیز یکی از مکان‌های توریستی است؛ و همچنین در آن ماهی‌های قزل آلای رنگی نیز یافت می‌شود. قایق‌سواری و جت اسکی نیز در قدیم در این دریاچه استفاده می‌شده است اما به دلیل گسترش آلودگی و خطر برای توریست‌ها شنا و قایق‌سواری در آن ممنوع شده است.

## خشکسالی سد
این سد با کاهش چشمگیری از ذخیره خود مواجه شده است؛ گزارش‌ها حاکی از آن است که همگام با دیگر سدها، برداشت از ذخایر آن به‌طور سریع صورت گرفته و بدین لحاظ، نگرانی‌هایی درباره کاهش پایداری تأمین آب برای پایتخت، به‌ویژه در فصل تابستان مطرح شده‌است.

## نگارخانه

قایق‌رانی در سد کرج
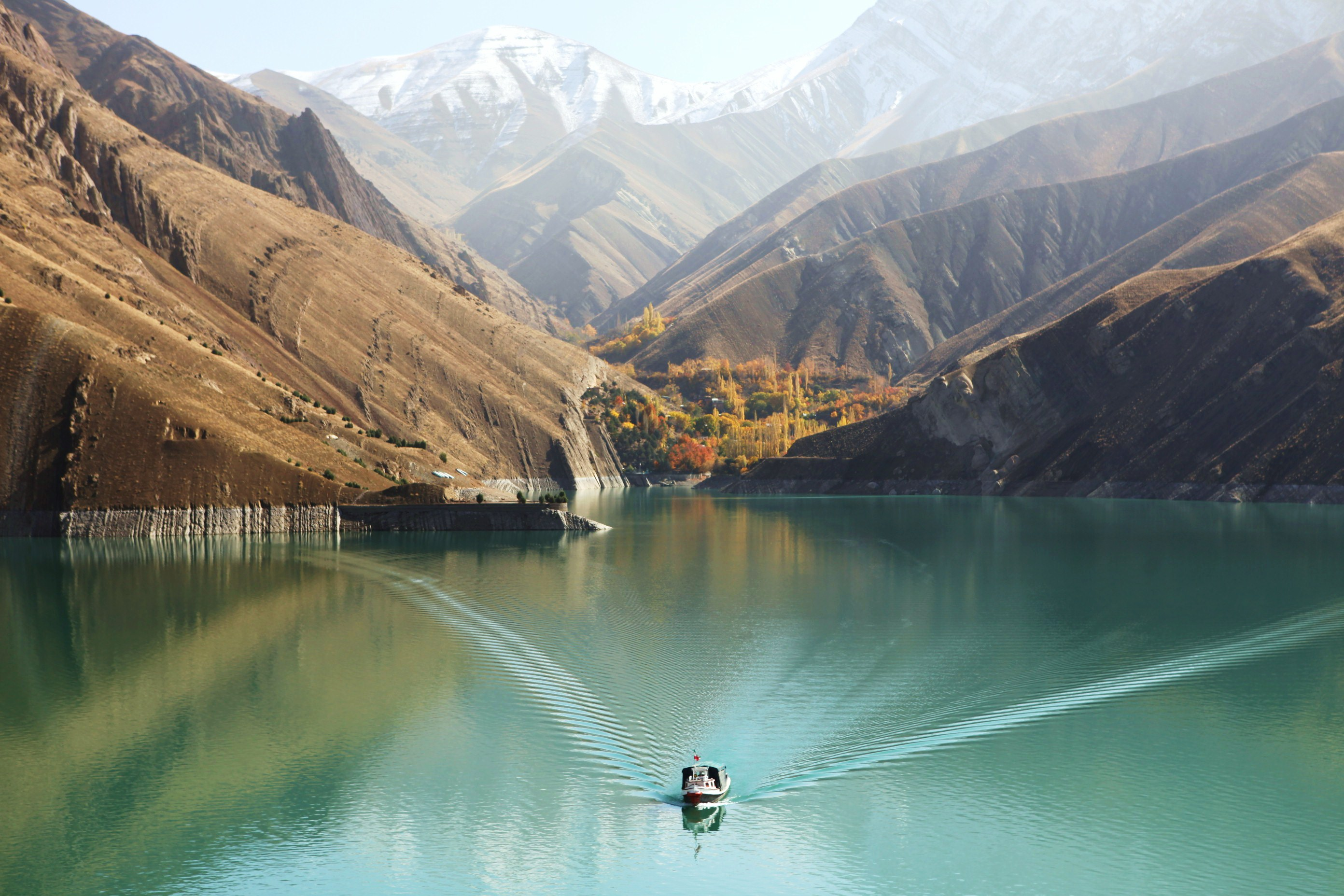
نمایی از پشت سد
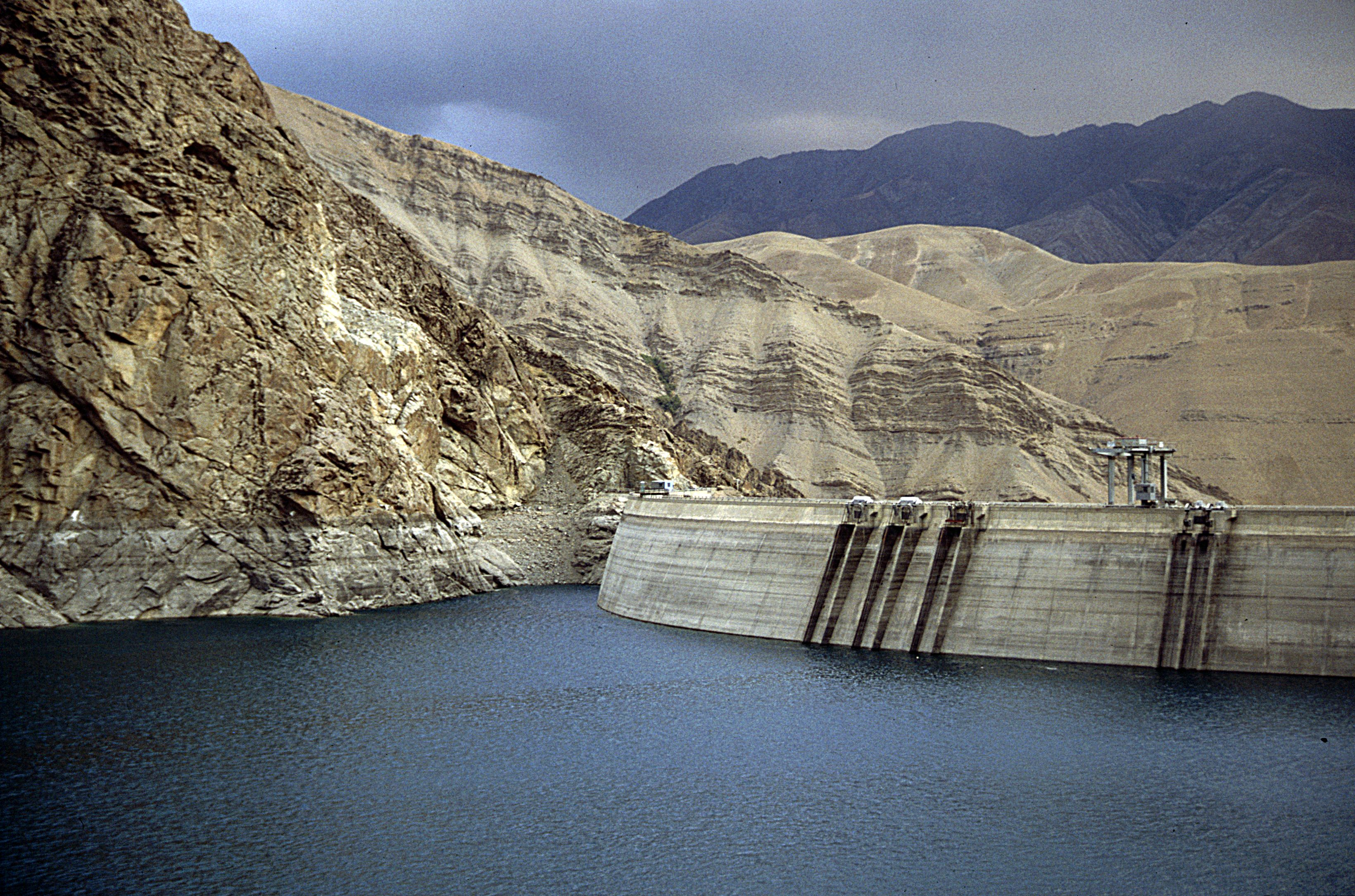
سازه سد امیرکبیر
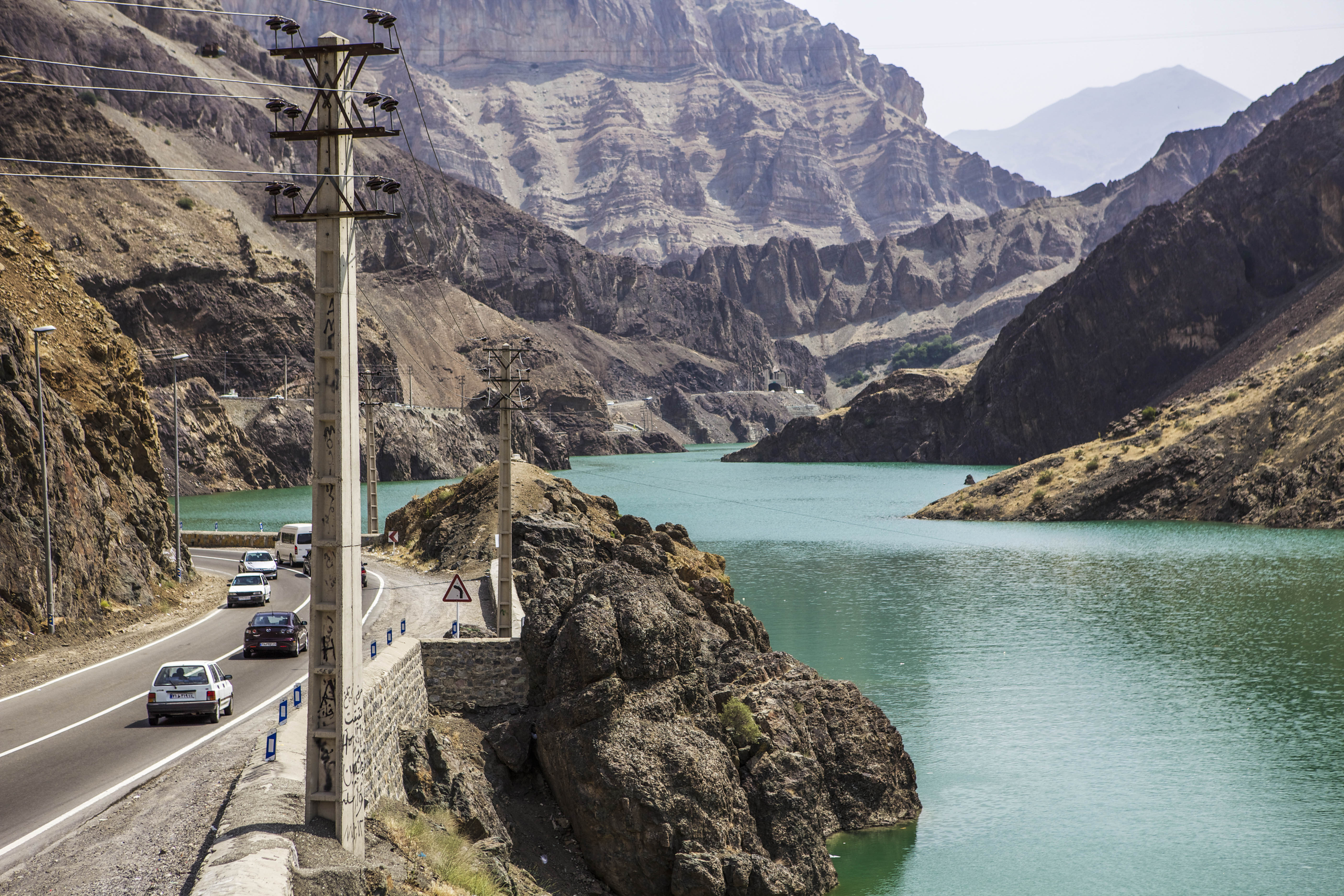
جاده چالوس در کنار سد
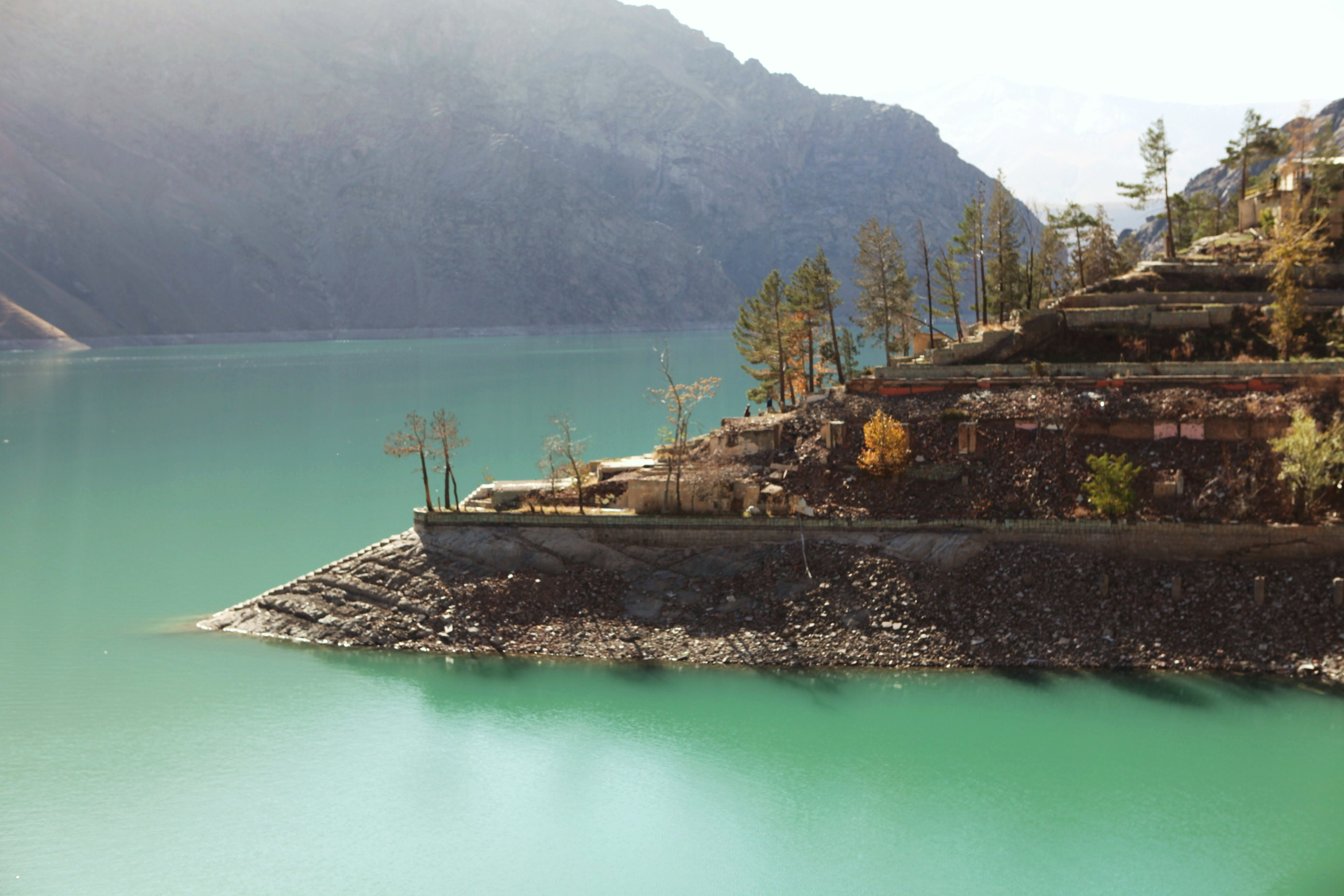
دریاچه سد کرج
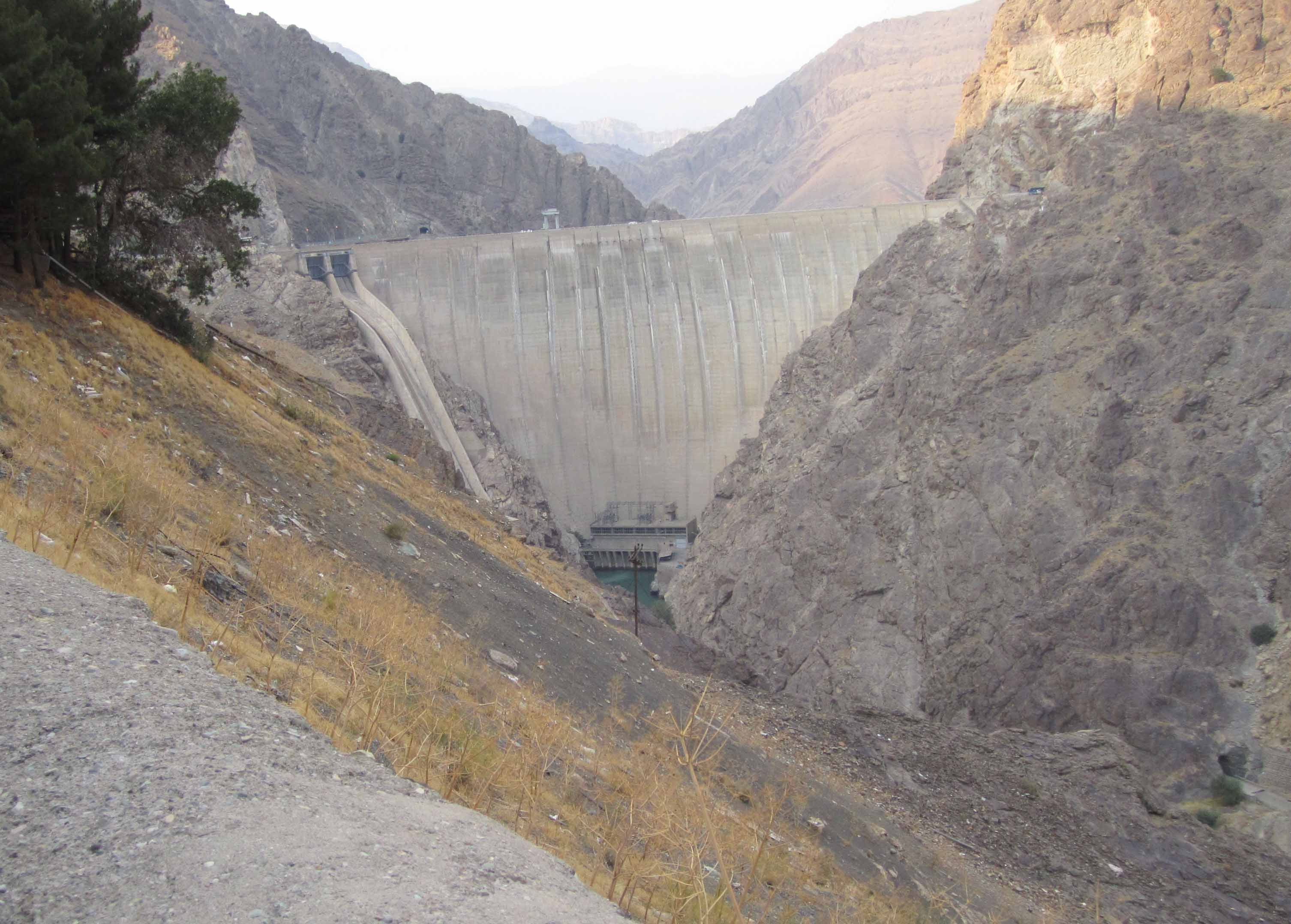
سازه سد
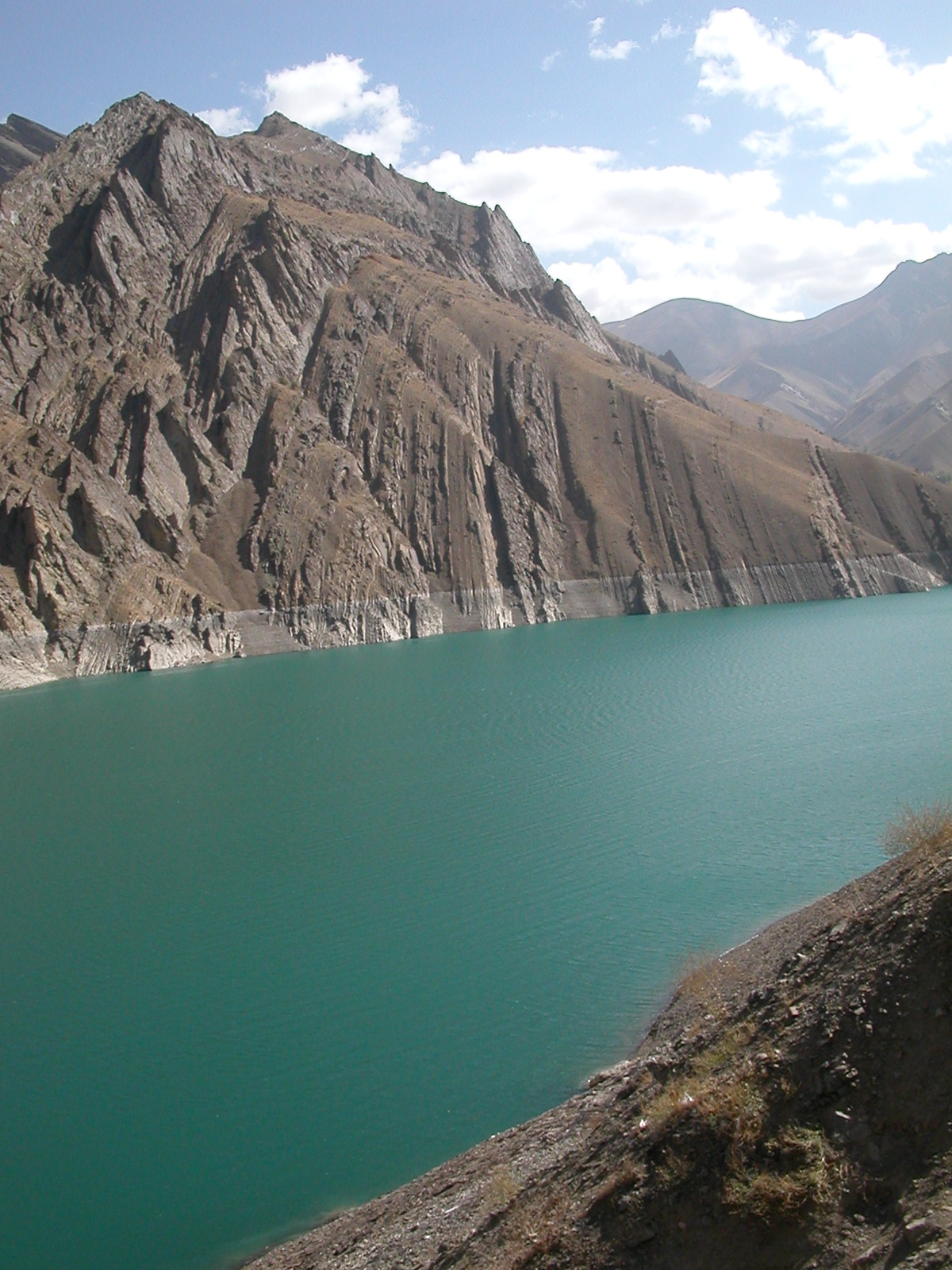
سد امیرکبیر
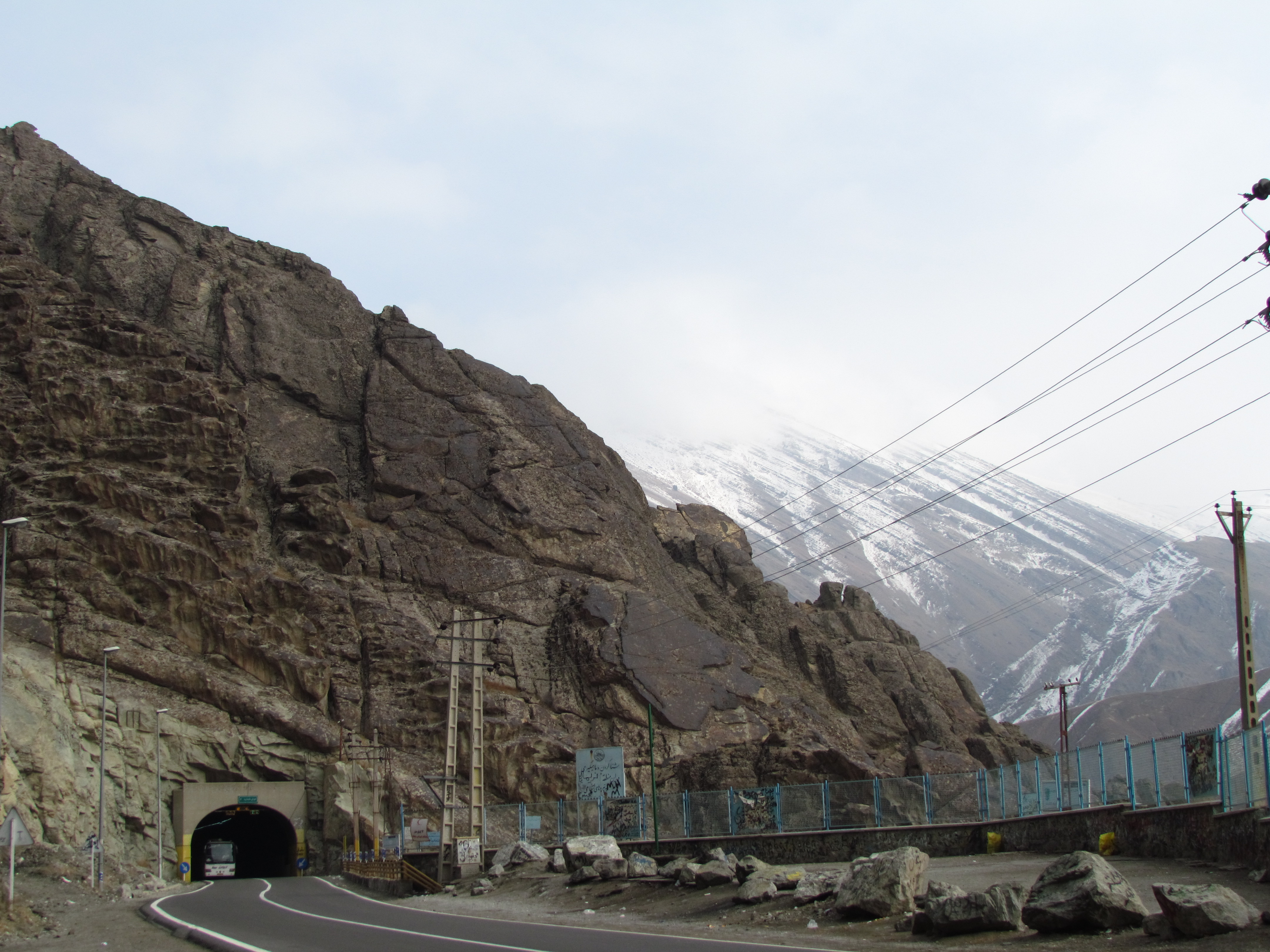
جاده چالوس در کنار سد کرج
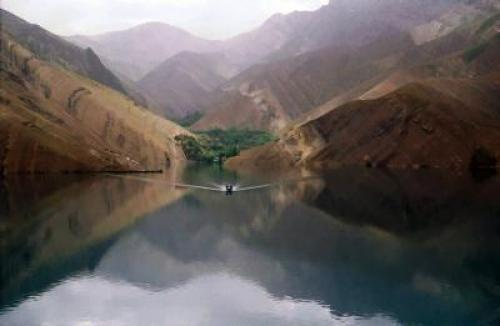
چشم‌انداز دهکده واریان در پشت دریاچه سد
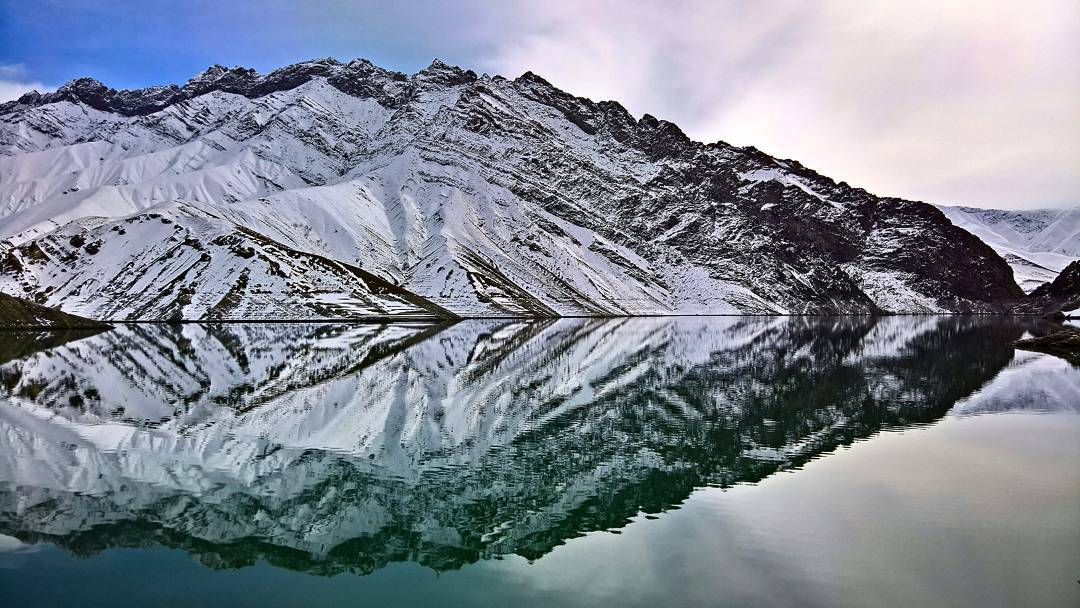